# Paralastor arenicola
Paralastor arenicola är en stekelart som beskrevs av Perkins 1914. Paralastor arenicola ingår i släktet Paralastor och familjen Eumenidae. Inga underarter finns listade i Catalogue of Life.